# واين دبليو. وود
واين دبليو. وود (بالإنجليزية: Wayne W. Wood)‏ هو سياسي أمريكي، ولد في 21 يناير 1930. حزبياً، نشط في الحزب الديمقراطي. وقد انتخب عضو جمعية ولاية ويسكونسن.